# 上田原之戰
上田原之战是发生在天文17年2月14日（1548年3月23日）信浓国上田原（长野县上田市）的一次大战，对战双方是甲斐国大名武田晴信（即日後的武田信玄）和北信浓的大名村上义清。此戰是武田晴信担任武田家家督以来的首次失利，導致武田家失去了板垣信方和甘利虎泰两名重臣以及眾多兵将。上田原是千曲川北岸的狭小平原，现为上田原古战场。

## 背景
天文10年（1541年）武田晴信在父亲武田信虎统一甲斐国并准备进攻信浓国的佐久郡和小县郡之时、同众家臣一起发动兵变、把武田信虎流放到骏河国的今川家。武田信玄继任为武田家家督。因此导致原本已被信虎占领的佐久郡，小县郡国人众的反叛。
天文11年（1542年）武田晴信联合高远赖继进攻諏访郡，諏访赖重自杀、晴信娶了諏访赖重的女儿由布姬为侧室，諏访家灭亡。武田信玄任命重臣板垣信方为諏访赖重居城上原城的城代掌管諏访郡。天文12年（1543年）武田信玄攻占了佐久郡大井贞隆的长窪城。天文13年（1544年）在信浓守护小笠原长时的支援下藤沢赖亲联合高远赖继再度进攻諏访、武田信玄出兵上伊那郡打败了高远・藤沢联军。天文15年（1546年）武田晴信再次进攻佐久郡、攻陷内山城、活捉大井贞清。
天文16年（1547年）、晴信包围了笠原清繁的志贺城。同笠原清繁结盟的关东管领上杉宪政立即派出了援军、被板垣信方，甘利虎泰率领的武田军击败（参见小田井原之战）。武田军在志贺城前摆放了小田井原之战所杀3000敌兵的首级来威吓守军。结果士气低落的志贺城被攻占、笠原清繁战死。落城后男性俘虏被当作奴隶、女人被转卖为妓女。这在当时是相当残酷的处置方法，也成为上田原之战村上军奋力抵抗武田军的一个原因。

## 北信浓的村上义清
村上家是清和源氏的一支，世代是北信浓的豪族、是镰仓幕府的御家人、南北朝时代、室町时代一直支配信浓地区，并不断和信浓守护小笠原家发生冲突。
此时的当主村上义清是一员猛将、同小笠原家藤泽家和仁科家结盟后以葛尾城为据点统治埴科郡、高井郡、小县郡、水内郡、势力范围达到全盛。村上义清成为晴信征服信浓地区卻不得不克服的巨大障碍。
武田军占领与村上家相邻的佐久郡之后，导致了这场大战的爆发。

## 战斗经过
天文17年2月1日（1548年3月10日），武田晴信率5000人从躑躅崎館出发进军北信浓。武田军在上原城会合板垣信方带领的諏访众和郡内众，越过大门峠入侵小县郡南部。
防守的村上义清以居城葛尾城及东北方向的戸石城为据点布阵。兵力沿天白山南下直到上田平展开、和武田隔产川（千曲川支流）对峙。2月14日（3月23日）合战正式开始。
根据同时代所著信赖度较高的史料『妙法寺记』，虽然小山田信有的郡内众竭力奋战，武田军还是败北，并且失去两位重臣板垣信方、甘利虎泰，以及才间河内守、初鹿野傳右衛門等人。
合战的具体经过当时的史料没有记载，根据江戶时代的『甲阳军鑑』，武田军有8000多人、村上军是5000多人（也有说7000多人），武田军以板垣信方为先锋发动进攻。板垣军击溃了村上军的先頭部隊，板垣信方因此放松警惕开始清点敌方尸首。
村上军借此机会发动反击。遭突然袭击的板垣军陷入混乱、板垣信方在上马时被敌兵用长枪挑死。村上军借勢发动猛攻、后面的武田军遭到先头溃败部队的冲击也开始瓦解。
村上义清試圖攻入武田晴信的本阵，被内藤昌豐和马场信春拼死击退，晴信也二处负伤。
这次战斗武田死亡人數達700人（也有说1200人），村上军死亡人數達300人（也有说1700人）。至今上田原地区还随处可见这次战斗留下的墓碑。
武田军的板垣信方、甘利虎泰战死，晴信尝到出征以来的首次大败、村上军的屋代基网、小岛权兵卫也在此战中阵亡，伤者众多因此无力追击而撤軍。

## 战后
战败的武田军在战场逗留了20天不愿离去，在听从晴信母亲大井夫人的劝说后才撤退。败军由来路经上原城3月26日才返回甲府。受伤的晴信随后在汤村温泉花了30天時間疗伤。
上田原之战是晴信元服后的首次败仗。得到武田军战败消息的信浓国人众以村上家和小笠原家为中心结成反武田的联盟。諏访郡的西方众也发起叛乱、武田家对信浓地区的支配陷入危机。
然而武田晴信在7月19日的盐尻峠之战大败小笠原长时再次恢复了信心。天文19年（1550年）7月、武田军进攻小笠原长时的筑摩郡、小笠原长时放弃本城林城逃亡。同年8月、晴信为了雪上田原之耻、包围了村上家的辅城戸石城、结果遭到村上义清的反击而再次大败（参见戶石崩）。
天文20年（1551年）在真田幸隆的计策下终于攻克了戸石城。村上义清的主城葛尾城被孤立、失去抵抗。天文22年（1553年）在武田军进攻前村上义清放弃了葛尾城逃往越后国投奔长尾景虎（就是以后的上杉谦信）。
长尾景虎（即上杉謙信）藉此介入武田家同北信浓国人众的纷争，其後发生长达10年历经5次的川中岛之战，留下日本战国史上的重要的一役。

## 作品
在以武田武玄为主角的电视剧和小说都把武田晴信开头连战连胜而产生目空一切的心理当作是上田原之战的主因、板垣信方、甘利虎泰死亡对晴信今后人生的一段深刻教训。
- NHK大河劇『武田信玄』（1988年）中、把武田晴信（中井贵一）从连战连胜的狂想中惊醒而冒死冲向敌阵的板垣（菅原文太）、甘利（本乡功次郎）两将的镜头。以及撤退后大井夫人（若尾文子）点醒晴信失败的原因是骄傲自大。

## 关联项目
- 盐尻峠之战
- 戶石崩
- 川中岛之战